# Близькосхідний театр воєнних дій Першої світової війни
Близькосхідний театр Першої світової війни — театр воєнних дій з 29 жовтня 1914 — 30 жовтня 1918. Супротивниками були Османська імперія за деякою допомогою з боку Центральних держав проти Британської і Російської імперій і їх союзників.
На цьому театрі воєнних дій тривало п'ять основних військових кампаній: Синайсько-Палестинська, Месопотамська, Кавказька, Перська та Галліпольська кампанії, а також менш значні кампанії: Північно-Африканська, Південноаравійська і Аравійська кампанії. Крім регулярних військ, обоє сторін використовували іррегулярні військові формування в регіоні. На боці союзників були араби, які брали участь в Арабському повстанні, і вірменська міліція, яка брала участь у Вірменському опору. Вірменські загони добровольців і вірменська міліція сформували вірменський корпус Демократичної Республіки Вірменія в 1918 році. Цей театр охоплював найбільший терен зі всіх театрів Першої світової війни.
Росія вийшла з війни згідно з Ерзинджанським перемир'ям (5 грудня 1917) і Брест-Литовським миром (3 березня 1918). Представники Вірменії узяли участь у Трапезундській мирній конференції (14 березня 1918 р) і в підписанні Батумського договору 4 червня 1918. Туреччина підписала Мудросське перемир'я з союзниками 30 жовтня 1918, Севрський договір 10 серпня 1920 року і Лозаннський договір 24 липня 1923.

## Цілі
Османська імперія приєдналась до Центральних Держав після підписання таємного Османсько-німецького договору, 2 серпня 1914 року. Основна прерогатива Османської імперії на Кавказі було відновлення її територій в Східній Анатолії, втрачених під час російсько-турецької війни, 1877-78, зокрема, регіонів Артвін, Ардаган, Карс і порт Батумі. Успіх наступу османців в цих областях мали змусити росіян, відволікти війська на цей фронт з польського та галицького фронтів Німецькі радники і османські війська розпочали кампанію саме з цієї причини. З економічної точки зору, Османською чи, швидше, німецькою, стратегічною метою було відрізати Росії доступ до вуглеводневих ресурсів навколо Каспійського моря
Німеччина створила Бюро Розвідки на Сході напередодні Першої світової війни, бюро брало участь у розвідувальних і диверсійних акціях в Персії та Афганістані, руйнації англо-російської Антанти Османський військовий міністр Енвер-паша стверджував, що якщо росіяни звільнять ключові міста Персії, він зможе проторити шлях до Азербайджану, Центральної Азії і Індії. Задля вилучення цих країн із сфери західного впливу, Енвер-паша, пропонував допомогти новостворюваним тюркським державам. Проект Енвера був в протиріччі з європейськими інтересами. Турки також мали на меті перервати зв'язок Великої Британії з Індією та Сходом через Суецький канал.
Британці побоювались, що турки можуть напасти і захопити на Близькому Сході (і пізніше на Каспії) нафтові родовища Британський Королівський флот залежав від нафти з нафтових родовищ на півдні Персії, до яких мала монопольний доступ підконтрольна Британії Англо-перська нафтова компанія
Росія розглядала Кавказький фронт, як другорядний по відношенню до Східного фронту. В березні 1915 року, міністр закордонних справ Росії Сергій Сазонов зустрівшись з британським послом Джорджем Б'юкененом і французьким послом Морісом Палеологом, заявив, що для міцного післявоєнного врегулювання Росія має отримати столицю Османської імперії, Константинополь, протоки Босфор і Дарданелли, Мармурове море, Південну Фракію до лінії Енош-Мідія, а також частину Чорноморського узбережжя Анатолії між Босфором і річкою Сакар'я і невизначеною точкою поблизу Ізміта. Уряд Росії планував замінити мусульманське населення Північної Анатолії і Стамбула більш надійними козачими поселенцями
Вірменський національно-визвольний рух також прагнув встановити Першу Вірменську Республіку в східній частині Малої Азії. Вірменська Революційна Федерація врешті-решт досягла цієї мети, зі створенням міжнародно визнаної Демократичної Республіки Вірменія у травні 1918. Ще в 1915 році було створено Адміністрація Західної Вірменії, а пізніше Республіка Гірська Вірменія, Диктатура Центрокаспію. Проте жодне з цих державних утворень не було довготривалим.

## Оперативний простір
Кавказька кампанія була збройним конфліктом між Османською та Російською імперіями, а пізніше за участі Азербайджану, Вірменії, Диктатури Центрокаспію і Великої Британії. Кампанія відбувалась на теренах від Кавказу до Східної Малої Азії — Трабзон, Бітліс, Муш і Ван. Сухопутна війна супроводжувалася взаємодією з ВМФ Росії в регіоні Чорного моря Османської імперії. 23 лютого 1917, просування російських військ було зупинено після російської лютневої революції, а пізніше після колапсу Російської Кавказької армії російські війська були замінені військами новоствореної вірменської держави, що складалися з попередніх вірменських загонів добровольців і вірменських іррегулярних формувань.
У 1918, на цьому терені були створені військові формування Диктатури Центрокаспію та Республіки Гірська Вірменія також було введено британський Данстерфорс до складу якого входили елітні війська переведені з Месопотамського і Західного фронтів. Османська і Німецька імперії продовжили ескалацію конфлікту з приходом Німецьких експедиційних військ в Батумі, головна мета яких полягала в забезпеченні поставок нафти.
3 березня 1918, військові дії припиняються між Османською імперією і Росією, після підписання Берестейського миру, 4 червня 1918 Османська імперія підписали Батумську угоду з Вірменією. Проте, збройний конфлікт тривав між Османською імперією і Диктатурою Центрокаспію, Республікою Гірська Вірменія та Данстерфорс, до підписання Мудросського перемир'я 30 жовтня 1918 року.

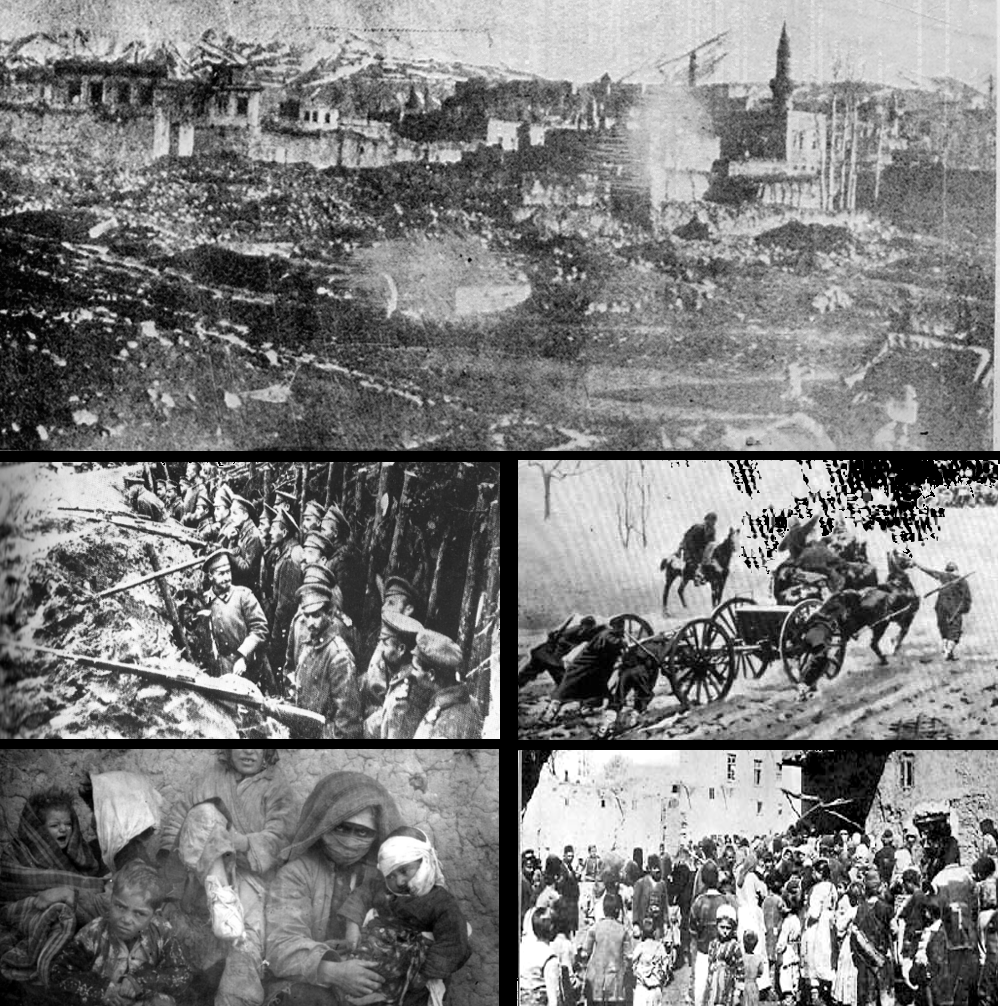
Вгорі: Руйнування в місті Ерзурум; Ліворуч вгорі: російські війська; ліворуч внизу: Поранені мусульманські біженці; Праворуч вгорі: османські війська, праворуч знизу: вірменські біженці
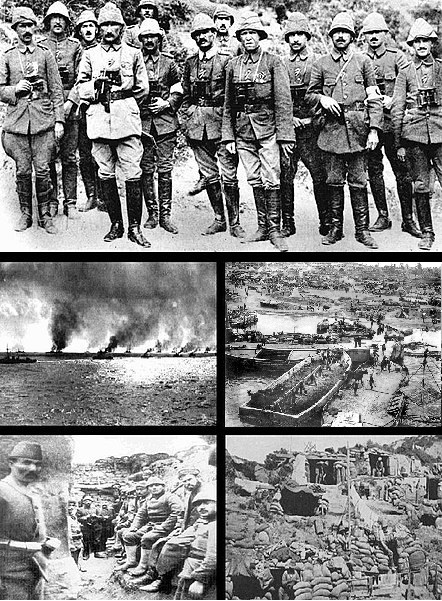
Лютий-Квітень 1915, Галліопольська битва
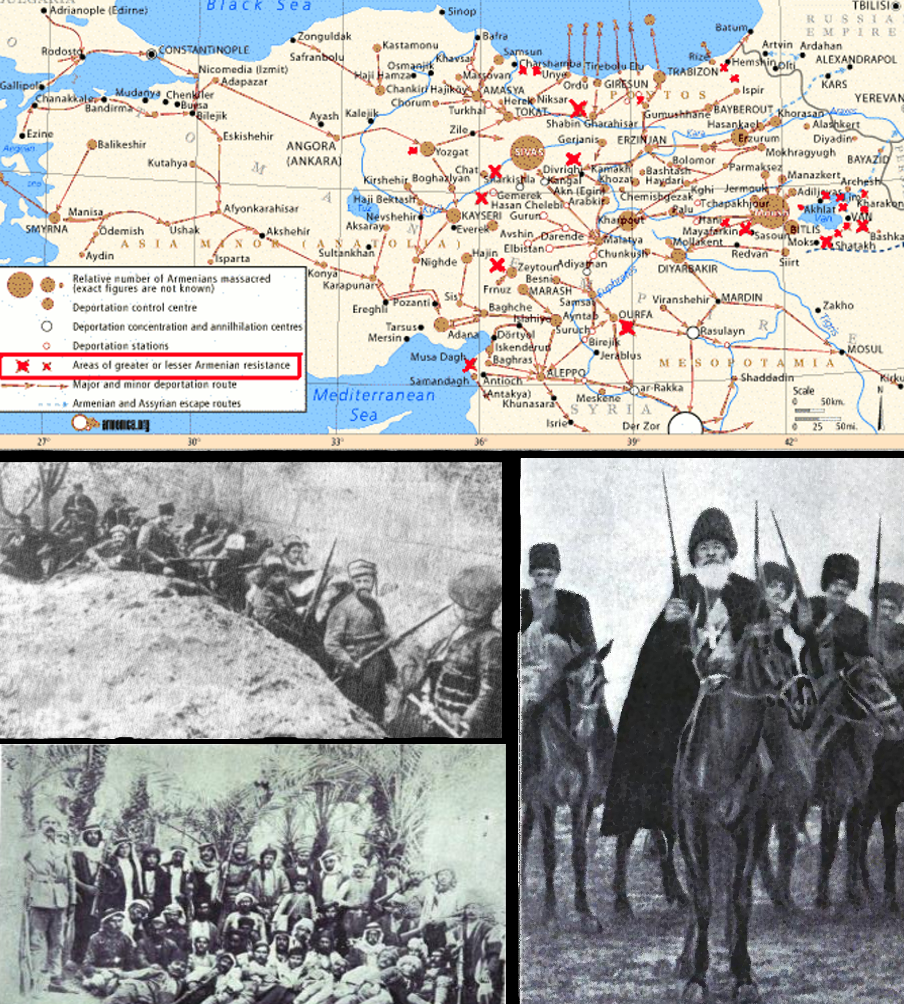
"Вгорі" Зірки показують, місця де відбулися активні конфлікти в 1915 році "Ліворуч вгорі:« Вірмени захищають мури Вану навесні 1915 року "ліворуч знизу:" Вірмени боронять Урфу "Праворуч:" сімдесятирічний вірменський священик очолює вірмен на полі брані.

## Турецька армія
Одночасно з підписанням німецько-турецького договору, в Туреччині була оголошена загальна мобілізація. Проте Туреччина ще не була готова до участі у війні, тому 3 серпня Туреччина оголосила про свій нейтралітет..
Турецька армія після поразок у Першій Балканській війні і Триполітанській війні, перебувала у важкому стані. Армії не вистачало найнеобхіднішого — озброєння, боєприпасів, одягу, чобіт. Турецький флот не міг змагатися з російським флотом у Чорному морі..
Турецька армія комплектувалася на основі військової повинності, на службу призивалися чоловіки по досягненні 20-річного віку. Всього у військах в мирний час перебували 200 000 солдатів і 8000 офіцерів, не рахуючи спеціальних формувань. Запас і ополчення досягали 1 мільйона осіб, з яких лише третина була навчена. Турецька піхота була озброєна 7,65-мм гвинтівкою Маузера зразка 1890 і 1903 рр.. з прицільною дальністю стрільби до 2000 м. Кавалерія мала на озброєнні карабіни, револьвери, шашки, піки.
Армія Туреччини знаходилася під контролем німецької військової місії, на чолі якої стояв генерал Ліман фон Сандерс. Навчання турецької армії відбувалось за німецьким зразком і за німецькими статутами, також німецькі офіцери займали ключові посади в турецькому генштабі.
Після початку війни і перемог Антанти на Марні і в Галичині, багато членів турецького уряду висловилися за відмову від участі у війні. Але, щоб підтримати вступ Туреччини у війну, Німеччина надала Константинополю позику в 100 млн франків. Це остаточно переконало турецький уряд про вступ у війну на боці блоку Центральних держав.

## Плани і розгортання військ
За схваленим німецьким командуванням, планом Енвера-паші, турецька армія повинна вести війну на два фронти: на Кавказі проти Росії, на Суецькому каналі і в Єгипті проти Англії.
За планом війни турецька армія повинна була скувати значні сили російської армії на Кавказі і відтягнути на себе якомога більше військ з російсько-німецького фронту, а при вдалих діях австро-німецьких військ планувалося висадити десант під Одесою. Також планувалося обороняти Константинополь і чорноморські протоки, не допустити вторгнення британських військ в Ірак, Сирію і Палестину, захопити Суецький канал, щоб перервати сполучення Великої Британії з її східними колоніями.
Турецький план війни на Чорному морі мав чисто оборонний характер, проте з прибуттям німецьких крейсерів «Гебен» і «Бреслау», турецьке командуванням планувало набіги на російське узбережжя, потоплення торгових суден і транспортів в море, постановка мінних загороджень, оборона Босфору.
До початку військових дій Туреччина мобілізувала 40 піхотних дивізій діючих військ, 57 резервних дивізій, 40 полків регулярної і 24 полки іррегулярної кінноти, всього близько 780 000 чоловік, під командуванням військового міністра Енвер-паші.
У Малій Азії турецьке командування розгорнуло 1-шу, 2-гу та 5-ту армії для оборони чорноморського узбережжя, проток і Константинополя. 3-тя армія сконцентрувалася на Кавказі для протидії російській армії, 4-та на узбережжі Середземного моря для оборони Палестини і Сирії. Окремі частини розгорнулися в Месопотамії..
30 жовтня 1914 турецькі кораблі під командуванням німецького адмірала Сушона, без оголошення війни бомбардували російські порти Севастополь, Феодосію, Новоросійськ, Одесу. У відповідь на це Росія оголосила Туреччині війну. Одночасно з цим турецькі війська перейшли державний кордон і вторглися на територію Російської імперії. 8 листопада турки почали вторгнення на територію Ірану, порушивши його нейтралітет, проникли в Іранський Азербайджан і оволоділи західною частиною цієї провінції..
5 листопада 1914 війну Туреччині оголосила Англія, а 6 листопада — Франція.. Туреччина 12 листопада оголосила «священну війну» (джихад) Англії, Франції та Росії. Османська імперія вступила в Першу світову війну.

## Хронологія

### 1914
Після бомбардування Російських чорноморських портів, Росія оголосила війну Османської імперії 2 листопада 1914. Британський флот атакував Дарданелли 3 листопада і інші члени Антанти оголосили війну 5 листопада.

#### Кавказький фронт

##### Початок бойових дій
Головним фронтом Близькосхідного театру бойових дій був Кавказький фронт, де відбувалися запеклі бої між російськими і турецькими військами.
Для військових дій проти Росії, турецьке командування зосередило 3-тю армію під командуванням Гасан-Ізет-паші. Основні сили цієї армії були зосереджені в районі Ерзерума. 3-тя армія повинна була почати наступ проти російських військ, розгромити їх у Сарикамиш, а потім наступати з метою захоплення Ардагана і Батума. Також 3-й армії було поставлено завдання не допустити проникнення російських військ на територію Османської імперії і при слушній нагоді завдати їм контрудару.
Російські війська на Кавказі були зведені в Кавказьку армію, під командуванням генерала Воронцова-Дашкова. Російські війська мали завдання утримати дороги Баку— Владикавказ і Баку— Тифліс, обороняти найважливіший промисловий центр — Баку і не допустити появи турецьких військ на Кавказі. Оскільки основним фронтом для російської армії був російсько-німецький, Кавказька армія повинна була активно оборонятися на зайнятих прикордонних гірських рубежах.
1 листопада розпочалась перша наступальна операція на Кавказі. Російська армія, перейшовши турецький кордон, під час Кеприкейської операції, розгорнула наступ у смузі до 350 км у напрямку Кеприкея, Алашкерт, Догубаязит але, зазнавши опір супротивника, була змушена перейти до оборони.

##### Сарикамиська операція
Після перших боїв Сарикамиський загін російської армії виявився висунутим далеко вперед від основних російських сил. Цим вирішило скористатися турецьке командування, щоб оточити і знищити основні сили російської Кавказької армії, якими був Сарикамиський загін. Турки планували діями 11-го корпусу, скувати російські війська, силами 9-го і 10-го корпусів обійти противника з флангу, захопити Сарикамиш, відрізавши шлях відступу російським військам.
Турецькі війська перейшли в наступ 22 грудня 1914 р., вони рухалися по глибоко занесеним снігом гірським стежкам без належної розвідки і зв'язку. Часто турецькі частини брали один одного за супротивника і вступали в бій. Але все ж незважаючи на важкі втрати, величезне число обморожених, турецьким військам вдалося вийти до Сарикамиш, створивши важке становище для російських військ.
У той же час для оборони Сарикамиш, який мав найважливіше стратегічне значення, російське командування перекинуло до міста додаткові війська. В ході запеклих боїв, незважаючи на численні атаки турків, російським військам вдалося утримати Сарикамиш. 2 січня змучені турецькі війська отримали наказ на відхід .
3 січня 1915, російські війська перейшли в наступ у Сарикамиш, оточили і захопили в полон залишки 9-го турецького корпусу на чолі з його командувачем, командирами дивізій і штабами. 10-й корпус, використовуючи помилки російського командування зумів відійти. Російські війська через втрати і стомленість, зупинили переслідування. Сарикамишська операція закінчилася важкою поразкою 3-ї турецької армії. Турки втратили 90 000 чоловік убитими, пораненими і полоненими (в тому числі 30 000 чоловік замерзлими), 60 гармат. Російська армія також зазнала відчутних втрат 20 000 убитими і пораненими і більше 6000 обмороженими. Сарикамишська операція мала важливе значення. У результаті її російська Кавказька армія перенесла військові дії на територію Туреччини.

#### Месопотамський фронт

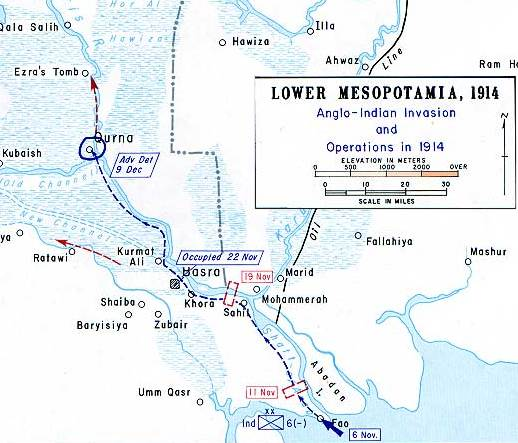
Військові дії у Месопотамії, 1914

Крім битв на Кавказі, бойові дії в 1914 році, розгорнулися також в інших регіонах Близького Сходу. Головною метою англійців було захоплення Месопотамії, яка була багата на нафту. Турки мали тут війська чисельністю усього лише близько 15 000 вояків. Запаси нафти поблизу Перської затоки мали величезне значення для постачання Британії. Тому ще до вступу Туреччини у війну, британці висадили піхотну бригаду в Месопотамії.
6 листопада, британський військово-морський флот обстріляв старий форту в Фао. Висадка у Фао британських експедиційних сил індійської D (МЕФ D), що складається з 6-ї (Пунійської) дивізії на чолі з генерал-лейтенантом Артуром Барретт, і головного політичного офіцера індійських експедиційних військ Персі Кокса. Проти них діяло 350 османських вояки і 4 гармати. 8 листопада індійським військам вдалося захопити Фао. До середини листопада підрозділи 6-ї Пунської дивізії повністю висадилися на берег. Британські війська за підтримки флоту рушили вгору по річці Шатт-ель-Араб. 22 листопада, британці захопили місто Басру, проти британців діяло 2,900 мобілізовані араби на чолі з Суфі Пашею. Суфі-Паша і 1200 арабів було взято у полон. В ході бою за місто османські війська втратили близько 1000 чоловік, британські втрати склали близько 350 військовослужбовців. В цей час основна османська армія під загальним командуванням Халіл Паші була розташована приблизно за 440 кілометрів на північний захід навколо Багдада.
Після взяття Басри британське командування, відчувало нестачу живої сили, відвело більшу частину військ у Фао. Османська армія спочатку відступила в Ель-Кут, проте потім було вирішено, що потрібно відбити Басру. Як попередні заходи турки вирішили зміцнити село Курна, що стоїть в місці злиття річок Тигр і Євфрат. З цією метою сімнадцятитисячна турецька армія рушила з Ель-Кута на південь.
Англійці вирішили не чекати турків в Басрі, а блокувати туркам шлях на Курну. До моменту, коли турецька армія підійшла до Курни, англійці вже встигли вирити траншеї і спорудити укріплення на її околицях. 3 грудня турки спробували атакувати англійські позиції, проте англійці відбили атаку за підтримки артилерії з суден, що піднялися по Євфрату. Вирішивши, що англійські позиції дуже сильні, турки повернулися в Ель-Кут.
Завдяки володінню Курною британська армія змогла прикрити свої позиції в Південній Месопотамії, і сміливо наступати на північ.

#### Сирійсько-Палестинський фронт
У Сирійсько-Палестинському районі 4-та турецька армія до 18 листопада 1914 захопила весь Синайський півострів і продовжила рух для захоплення найважливішого Суецького каналу.

Листопад 1914
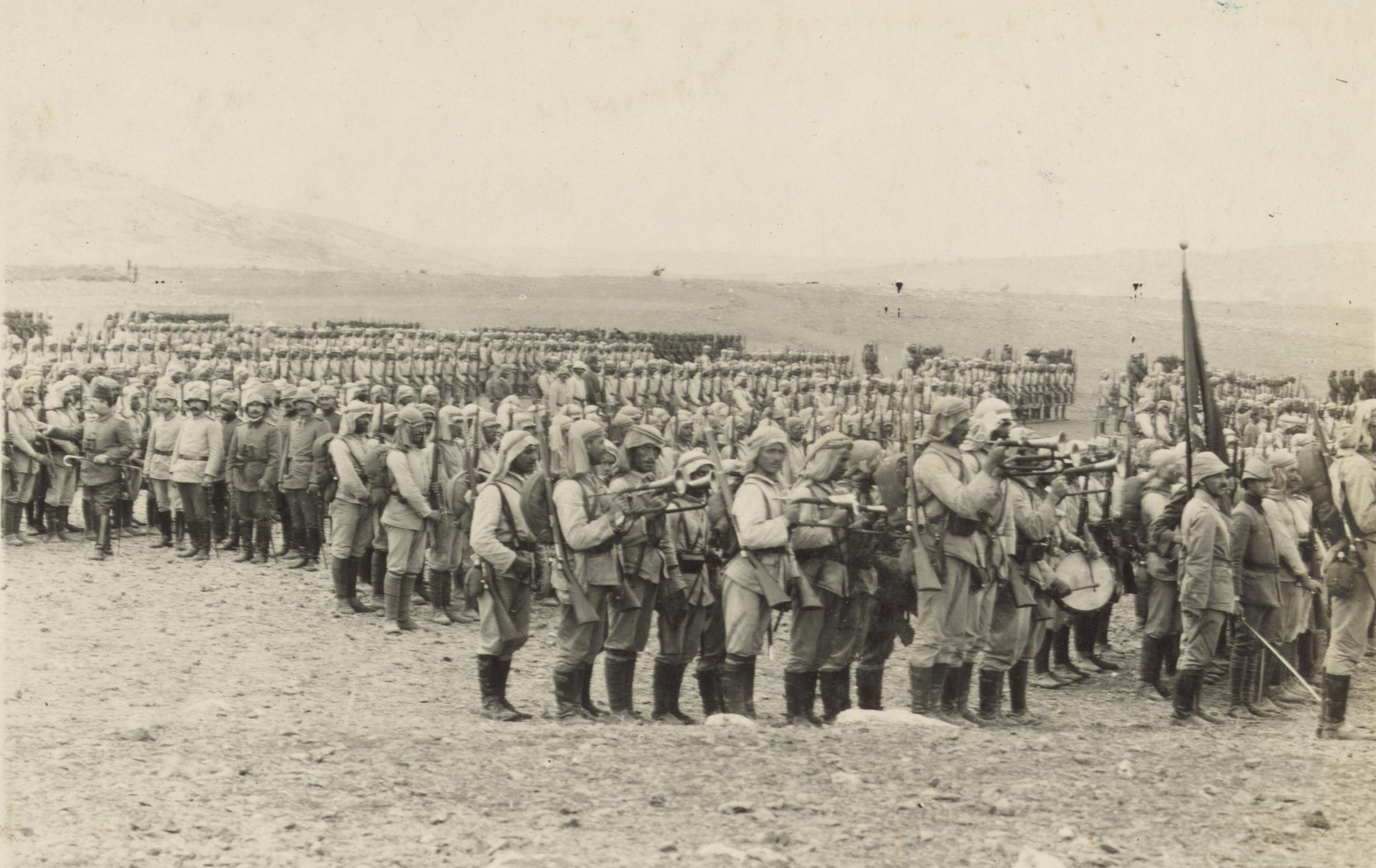
1914, Османські війська готові до нападу на Суецький канал
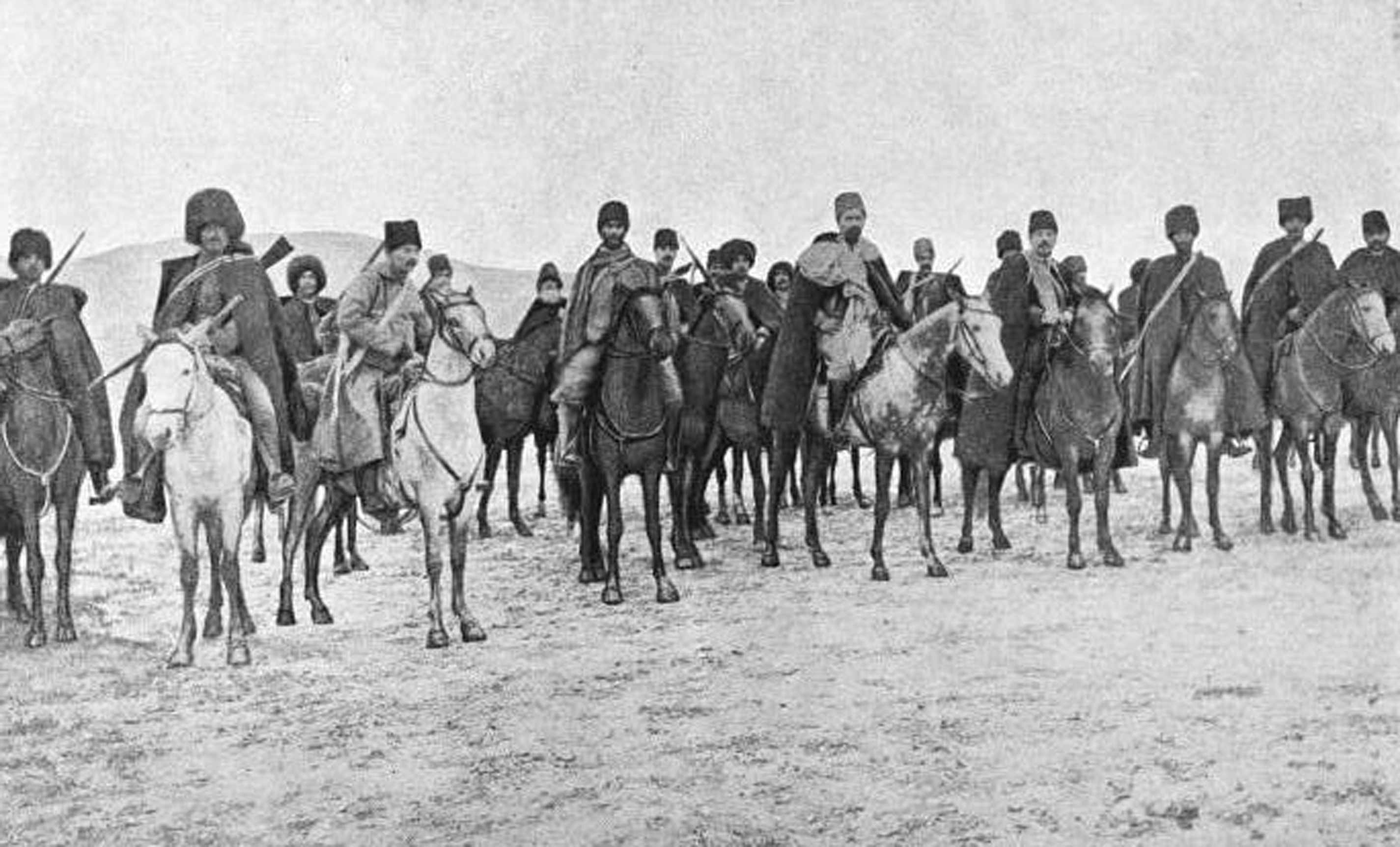
штаб вірменських добровольців
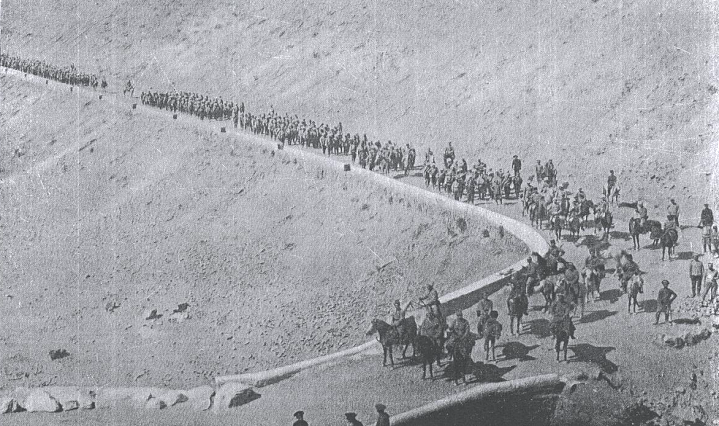
Грудень 1914, вірменські добровольці під час Перської кампані

### 1915

#### Кавказький фронт

##### Положення воюючих сторін
До початку кампанії 1915 року російська Кавказька армія мала 111 батальйонів, 212 сотень і 364 гармат, 3-тя армія відновивши свою боєздатність після розгрому під Сарикамишем мала у своєму складі 167 батальйонів, а також інші з'єднання.
У центрі уваги воюючих сторін була боротьба за фланги. Російська армія мала завдання витіснити турків з району Батума. Турецька армія, виконуючи план німецько-турецького командування з розгортання «джихаду» (священної війни мусульман проти невірних), прагнули залучити Персію і Афганістан у відкритий виступ проти Росії і Англії і наступом на Еріванському напрямку домогтися відторгнення від Росії бакинського нафтоносного району.
У лютому-квітні 1915 року бої мали локальний характер. До кінця березня російська армія очистила від турків південну Аджарію і всю Батумську область. Російська Кавказька армія була суворо лімітована в снарядах. Війська армії були ослаблені перекиданням на європейський театр частини її військ.

##### Геноцид вірмен
Вже в перший період бойових дій турецький уряд приступив до виселення вірменського населення в прифронтовій смузі. У Туреччині розгорнулася антивірмянська пропаганда. Західних вірмен звинувачували в масовому дезертирстві з турецької армії, в організації саботажу і повстань в тилу турецьких військ. Близько 60 000 вірмен, призваних у турецьку армію на початку війни, були згодом роззброєні, спрямовані на роботи в тилу, а потім знищені. З квітня 1915 року, під виглядом депортації вірмен з прифронтової смуги, турецька влада почала фактичне знищення вірменського населення. У ряді місць вірменське населення протидіяло туркам організованим збройним опором. Зокрема, на придушення повстання в місті Ван була спрямована турецька дивізія, блокувавше місто.

##### Ванська і Алашкертська битви

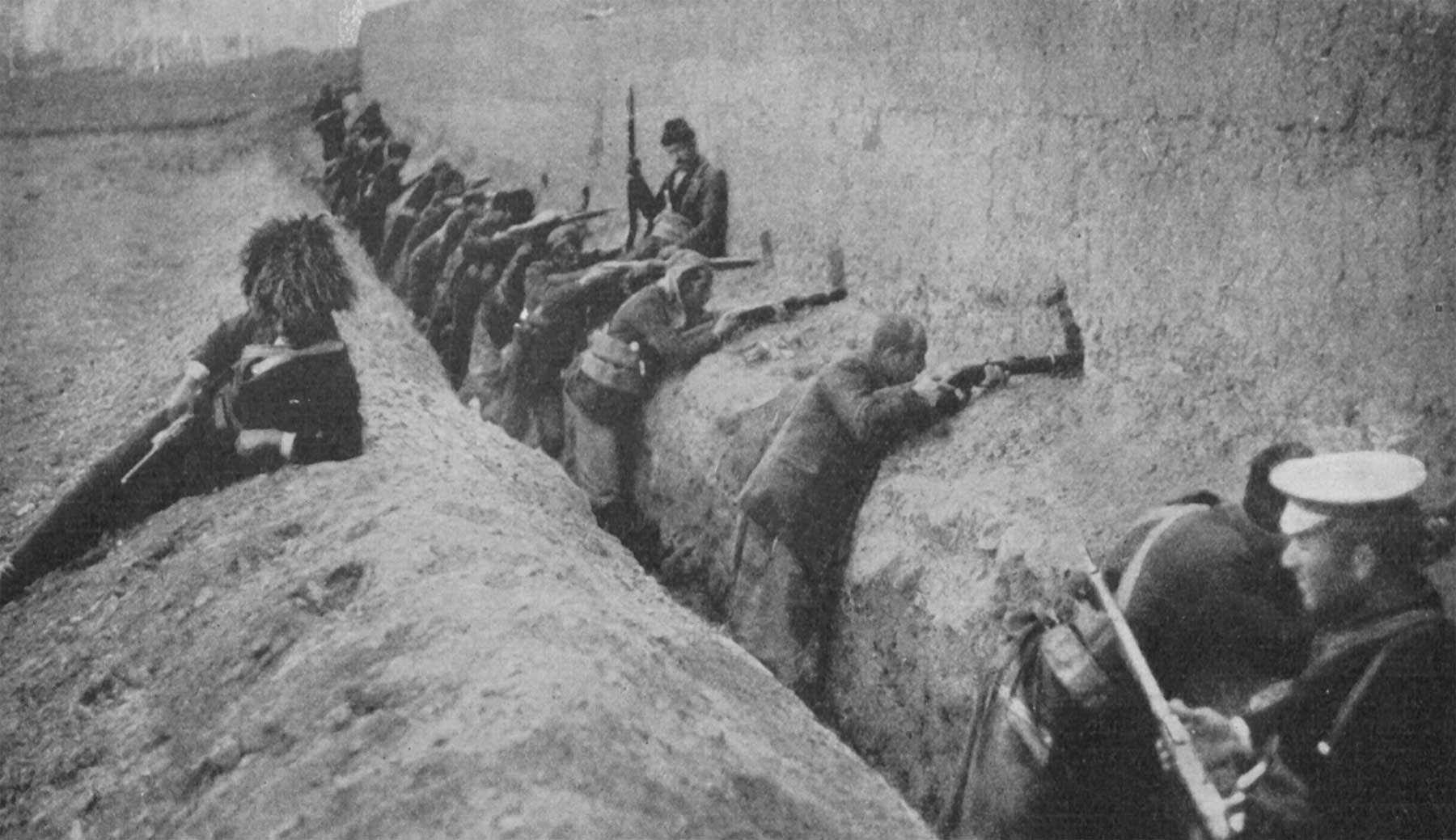
Оборона міста Ван

Щоб допомогти повсталим, 4-й Кавказький корпус російської армії перейшов у наступ. Турки відступили, російською армією були захоплені важливі населені пункти. Російські війська очистили від турків велику територію, просунувшись на 100 км. Прихід російських військ врятував від неминучої загибелі тисячі вірмен.
Після цього в липні турецькі війська перейшли в рішучий наступ і зуміли потіснити російські війська. 9 липня 1915 турецькі війська перейшли в наступ з метою охопити з півночі головні сили противника, притиснути їх в важкопрохідні і пустельні райони північніше озера Ван і знищити. Під цим настиском російські війська почали відходити, але незабаром російське командування сформувавши резерв під командуванням генерала Баратова, завдало удару з району Даяра до долини річки Східний Євфрат, щоб перерізати шляхи відходу турецьким військам.
У подальших боях за помилок російського командування турецьким війська вдалося уникнути оточення і вийти з-під удару. Війська Абдул Керім-паші уникли розгрому в Алашкертській операції і відійшли на рубіж перевал Мергемір, Арджиши, де і закріпилися.

##### Подальші бойові дії
Після Алашкертської операції російські війська намагалися зробити ще ряд наступів, проте через брак боєприпасів всі атаки закінчилися безрезультатно. До кінця 1915 року російські війська за невеликим винятком зберегли за собою ті райони, які вони відвоювали навесні і влітку цього року, проте через важку ситуацію на Східному фронті і браку боєприпасів, російському командуванню довелося відмовитися від активних дій на Кавказі в 1915 році. Фронт Кавказької армії скоротився на 300 км. Проте туркам також не вдалося просунутися вперед, оточити російські війська в Алашкертській операції. Турецьке командування своїх цілей на Кавказі, в 1915 році не домоглося.

#### Дарданельська операція
Найбільшою операцією на Близькому Сході в кампанії 1915 року була Дарданельська операція, яка розтягнулася по часу майже на цілий рік (19 лютого 1915 — 9 січня 1916). Готуючись до кампанії 1915 року, англо-французьке командування звернулося до Росії, з проханням щоб російські війська посилили натиск і відтягнули німецькі дивізії із Західного фронту. Російське командування погодилося за умови, що союзники проведуть операцію у Дарданелл і відтягнуть на себе значні сили турків з Кавказького фронту. Англо-французи погодилися на умови Росії і приступили до підготовки операції проти Туреччини у протоки Дарданелли. Одночасно з цим союзники запевнили Росію, що згодні на приєднання до Росії Константинополя з прилеглими до нього берегами проток.
За планом союзного командування, передбачалося форсування силами флоту Дарданелл і удар по Константинополю. Планувалося послідовне руйнування турецьких берегових фортів вогнем корабельної артилерії з попередніми очищенням Дарданелл від мін. Союзники розраховували, що берегові батареї турків будуть подавлені, а сухопутні війська відступлять до Константинополя, тому використання великих сухопутних сил англо-французи не планували. Операція намічалася на 19 лютого, завершити її планувалося через місяць. Очолив операцію британський віце-адмірал Карден.
Для проведення операції союзники виділили великі військово-морські сили: 11 лінійних кораблів, 1 лінійний крейсер, 4 легкі крейсери, 16 ескадрених міноносців, 7 підводних човнів, 1 авіатранспорт з 6 гідролітаками, 21 тральщик, 1 канонерський човен і велику кількість допоміжних суден.
Дізнавшись про намічену операцію, турецьке командування спішно стало перекидати частини 1-ї і 2-ї армій (близько 200 000 чоловік) в зону проток і приводити в бойову готовність берегові укріплення. До початку операції турки виставили південніше найвужчого місця Дарданелл мінне загородження (334 міни), що складалося з 9 ліній. Оборону Дарданелл очолювали німецькі генерали і офіцери.

##### Початок операції
Операція почалася вранці 19 лютого, коли союзні сили (6 лінкорів, 1 лінійний крейсер) почали обстріл зовнішніх фортів Дарданелл. Але попри те, що обстріл тривав весь день, ніяких істотних результатів союзникам він не приніс. У турків виведені тимчасово з ладу всього лише дві гармати. У наступні 5 днів союзний флот не відновлював своїх дій через штормову і туманну погоду.
25 лютого союзники відновили бомбардування і їм вдалося придушити велике число берегових батарей, міноносці англо-французів почали тралення входу в протоку, за ними рушили 3 лінійних корабля, щоб обстріляти проміжні батареї. Проте на їх вогонь відповіли важкі турецькі батареї і лінкори союзників були змушені відійти. Надалі союзники намагалися вести обстріл одиночними кораблями, а тралити міни в нічний час. Але і це не привело до мети.
У цих умовах союзне командування ухвалило рішення прорвати оборону Дарданелл, всіма силами виділеними для операції. Генеральна атака Дарданелл призначалася на 18 березня. До цього часу союзники отримали підкріплення, Кораблі були зведені в три дивізії, проте турки також посилили оборону Дарданелл, батареї отримали нові гармати, турки поставили ще одну лінію мінного загородження, десяту за рахунком.

##### Генеральна атака

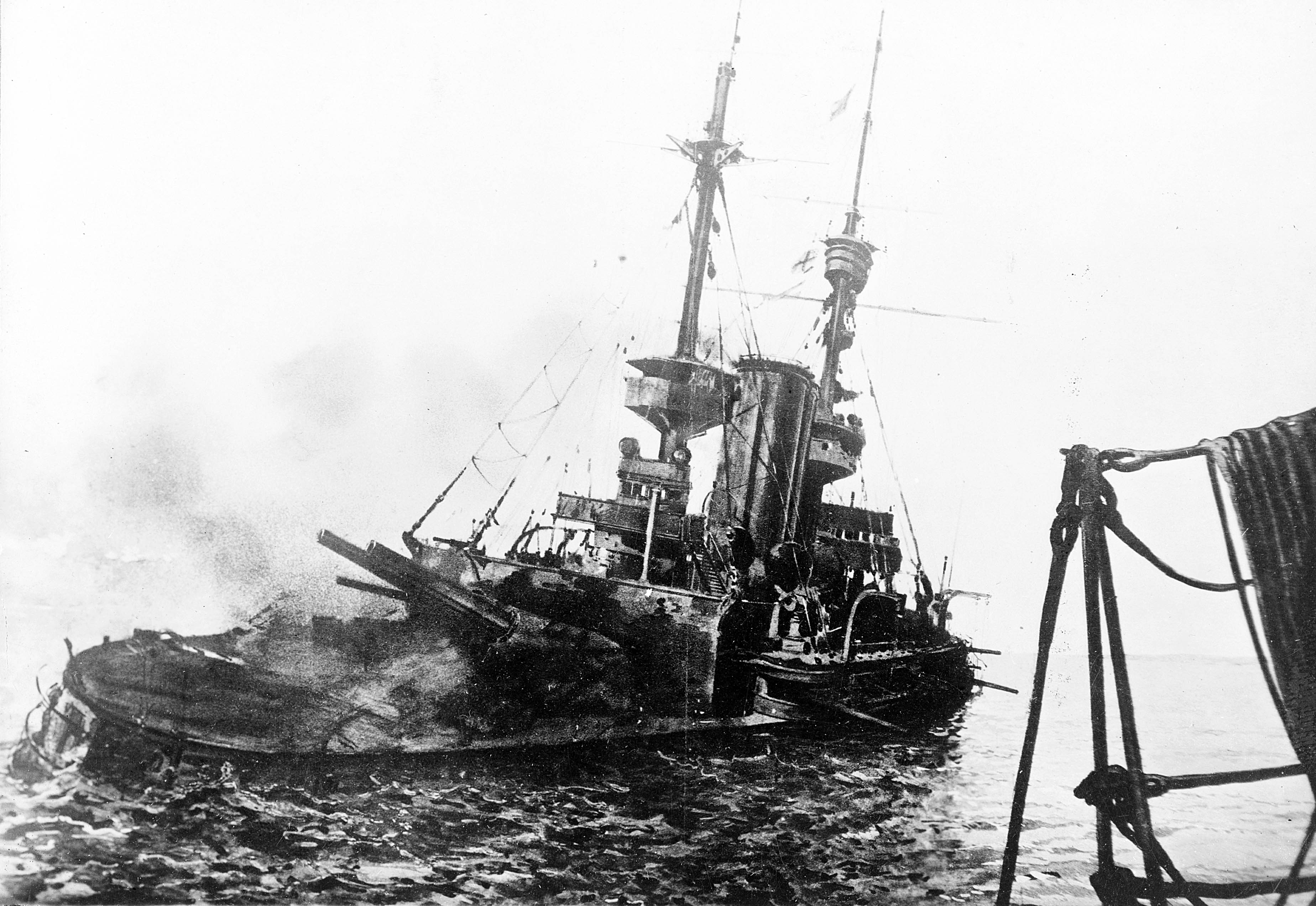
Потопаючий «Іррезістібл»

У 10 годин 30 хвилин 18 березня, флот під командуванням адмірала де Робек (що змінив Кардена) увійшов у протоку, попереду йшли тральщики. В 11:00 кораблі першої дивізії відкрили вогонь по берегових батареях, проте потрапили під сильний вогонь проміжних батарей. О 12 годині 30 хвилин кораблі третьої дивізії пройшли крізь стрій першої дивізії і відкрили вогонь, тральщики приступили до тралення мін. У цей час кораблі третьої дивізії зазнали втрат. Лінкор «Сюффрен» отримав важкі пошкодження, кораблі «Голу» і «Буве» підірвалися на мінах, «Буве» незабаром затонув. Потім до обстрілу берегів підключилися кораблів другої дивізії. Але корабель цієї дивізії «Іррезістібл» підірвався на мінах, а потім був потоплений вогнем турецьких батарей. Важкі ушкодження отримали й інші кораблі. Незабаром кораблі, що залишилися продовжували обстрілювати батареї, проте в 18 годин, союзне командування ухвалило рішення припинити атаку. При відході, підірвався на міні і затонув лінійний корабель «Ошен».
У підсумку атака союзників провалилася, вони понесли великі втрати: 3 кораблі були потоплені, 3 виведені з ладу. Турки зазнали незначних втрат (було підбито 8 гармат на берегових батареях). Генеральна атака Дарданелл повністю провалилася.

##### Подальші бойові дії

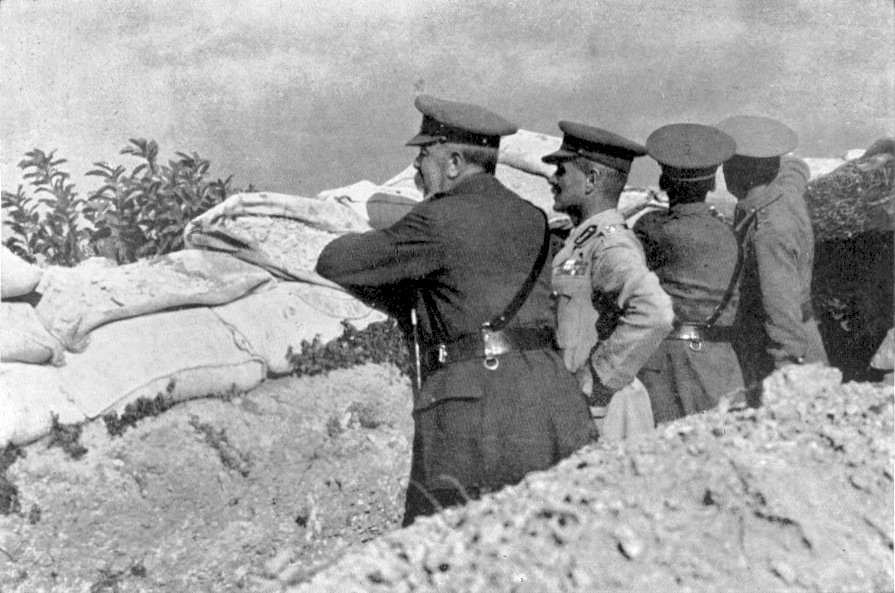
Фельдмаршал лорд Китченер і генерал Вільям Бідвуд на позиціях під час битви при Галліполі 15 листопада 1915.

Але незважаючи на провал, союзне командування ухвалило рішення продовжувати операцію. За новим планом, на півострів Галліполі, необхідно було висадити десант, щоб піхотні підрозділи захопили берегові батареї і флот зміг прорватися до Константинополю. Для десантування були призначені англійські, французькі, австралійські і новозеландські підрозділи чисельністю 81 000 вояків. Висадка планувалася відразу в декількох районах півострова, планувалося висадити основний десант, допоміжні та демонстративні. Але турецьке командування також спішно перекидало додаткові сили на півострів, перевозячи піхотні підрозділи через протоку з Малої Азії.
25 квітня 1915 року, під прикриттям артилерійського вогню кораблів, союзники почали висадку десанту. Турецькі війська 5-ї армії, чинили запеклий опір союзникам. Запеклі бої розгорнулися на півострові Галіполлі, всі намічені десанти союзникам висадити вдалося. Проте за кілька днів боїв вони втратили 18 000 чоловік.
Після закріплення на узбережжі, союзники зробили спроби, перейти в наступ і розширити плацдарми, але запеклі бої, що тривали в травні не принесли англо-французам результатів. За цей час союзники також понесли великі втрати в кораблях. Після цих невдач відбулися зміни в командуванні союзників, проте це не принесло результатів. Було ухвалено рішення не підтримувати операцію силами флоту, які були відправлені на бази.
У липні, щоб домогтися успіху і змінити ситуацію, союзне командування приймає рішення висадити десант в бухті Сувла, де турки мали незначні сили. 7 серпня розпочалася висадка десанту в бухті Сувла. Одночасно з цим австрало-новозеландські війська перейшли в наступ у Габа-Тепе, до 8 серпня союзники висадили в Сувла 10 000 чоловік. Але 5-та турецька армія, яка обороняла Галліполі, також була зміцнена, бої знову зазнали запеклий характер. Безуспішні атаки союзників тривали до грудня. Після цих невдач союзне командування остаточно ухвалило рішення евакуювати всі союзні війська з Галліполі.
Евакуація завершилася 9 січня 1916 року, османські війська при евакуації контингенту Антанти не вживали активних дій, вважаючи своє завдання виконаним.

##### Підсумки Галліполійської операції

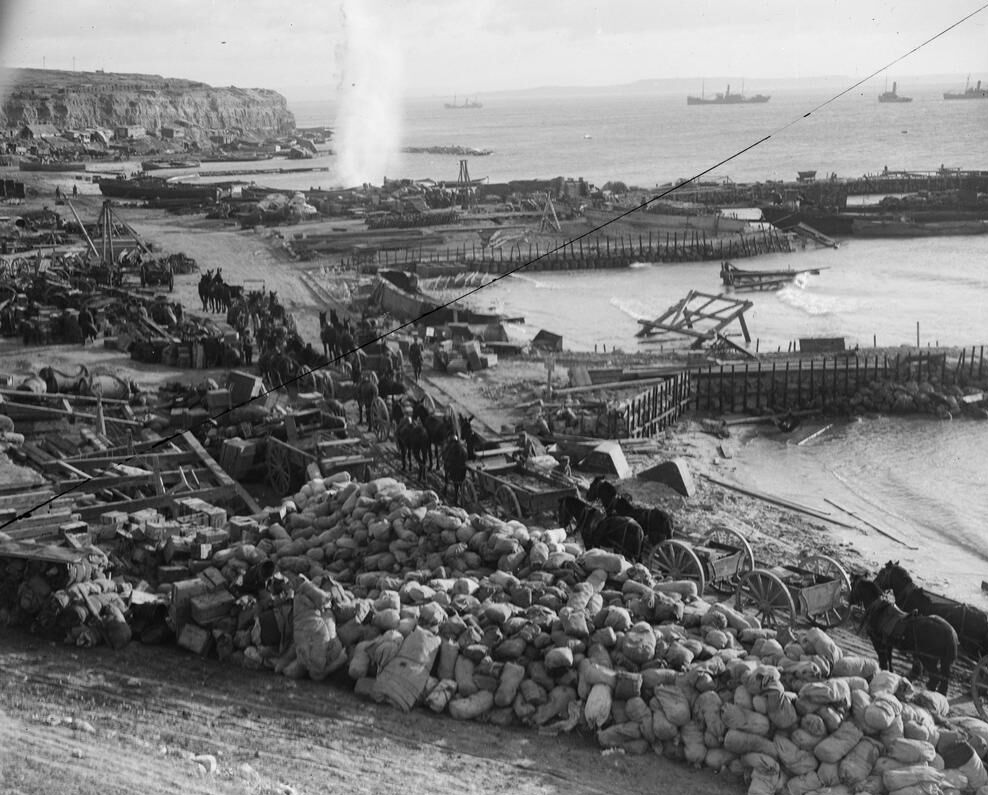
Евакуація союзних військ з півострова Галліполі після Дарданелльської операції. 7 січня 1916

Дарданельська операція закінчилася повним провалом. Обидві сторони зазнали значних втрат. Союзники втратили близько 140 000 чоловік убитими, пораненими і полоненими, при цьому англійці втратили 73 485 чоловік (це найважчі втрати англійської армії, понесені нею протягом однієї операції Першої світової війни). Турецька армія втратила 186 000 чоловік убитими, пораненими і зниклими безвісти.
Головними причинами провалу операції була поспішність при підготовці та відсутність взаємодії між флотом і піхотними підрозділами.
З нагоди успішної оборони Дарданелл в Туреччині почалося тріумфування. У Константинополі були організовані пишні святкування. Султан Туреччини Мехмед V удостоївся титулу «Газі» («Непереможний»). Німеччина теж тріумфувала — їй вдалося запобігти вихід Туреччини з війни. При цьому після вдалої для Центральних держав операції, у війну на боці Центрального блоку вступила Болгарія 14 жовтня 1915 оголосивши війну Антанті.

#### Перська кампанія
З початком війни Персія проголосила нейтралітет. Проте німецько-турецька дипломатія робила всі спроби, щоб втягнути Персію у війну на своїй стороні. Німецько-турецькі агенти в Персії, проводили агітації, серед іранського народу проти Росії і Англії. Восени ситуація в Персії загострилася, командування Антанти ухвалило рішення провести операцію проти німецько-турецьких агентів в Персії.
Для проведення операції в Ірані, російське командування виділило кавалерійський корпус генерала Баратова (3 батальйони, 39 сотень, 20 гармат), який був переправлений по морю з Баку в іранське місто Ензелі, звідки російські війська почали наступ. Російські війська рухаючись швидкими темпами, захопили два великих міста Кум і Хамадан по шляху знищуючи німецькі та турецькі диверсійні загони. Незабаром російські війська вийшли на підступи до Тегерану. Цей енергійний наступ російських військ отримав назву Хамаданська операція в ході якої, російські війська спільно з британськими підрозділами (діючими на кордоні з Афганістаном) змогли розгромити пронімецькі загони і запобігли виступу Ірану на стороні Центральних держав.

#### Бойові дії в Месопотамії і на Синайському півострові
Бажаючи якомога швидше захопити багаті нафтою райони Месопотамії, британське командування в 1915 році висадило десант під командуванням генерала Ніксона. Активні бойові дії розгорнулися в листопаді 1915 року, коли британські війська захопили Ель-Курну і рушили вздовж річок Тигр і Євфрат з метою захоплення Багдада. Але просування військ йшло вкрай повільними темпами. Це дозволило турецькому командуванню підтягнути резервні війська в Месопотамію і створити групу армій «Ірак». 22 листопада ця група армій завдала потужного удару по британським військам, в битві при Ктесифоні, британські війська зазнали значних втрат і були змушені сховатися в Ель-Куті. Турецькі війська почали облогу фортеці.
На Синайському-Палестинському фронті активні бойові дії почалися ще в лютому 1915 року. Захопивши Синайський півострів, турецькі війська чисельністю 20,000 чоловік продовжили наступ з метою захопити Суецький канал. Але всі спроби турецьких військ прорвати оборону британських військ і захопити канал до успіху не привели. Одночасно з крахом планів щодо захоплення Суецького каналу, турки втратили надію проникнути в Африку і підняти мусульманське населення на боротьбу проти Антанти.

Операції на Месопотамському фронті, 1915
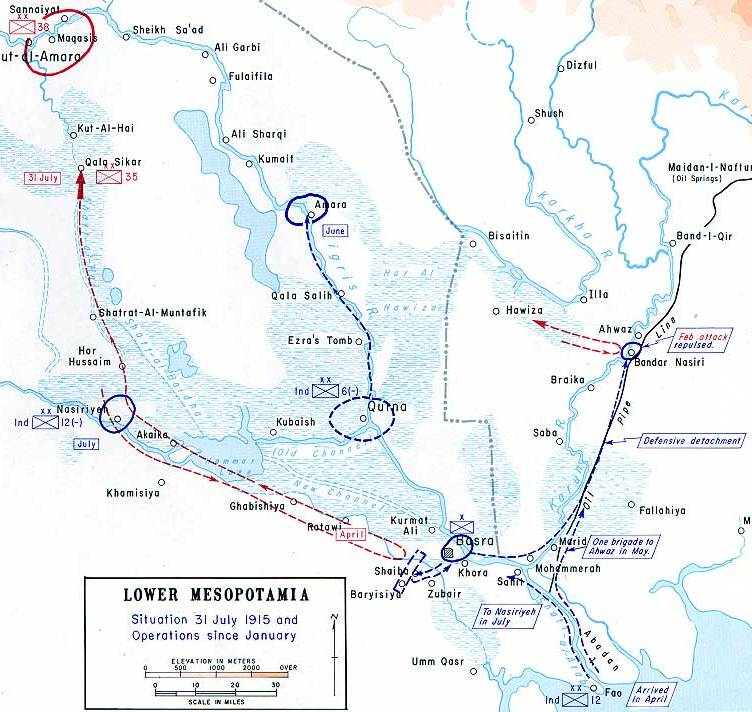
Червень, Британський наступ
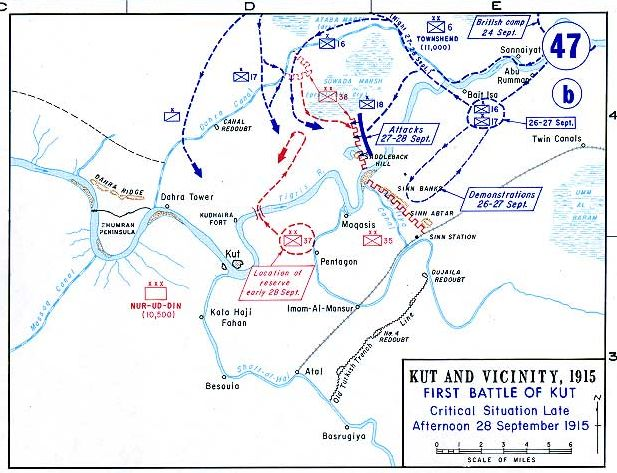
Вересень, Британський наступ
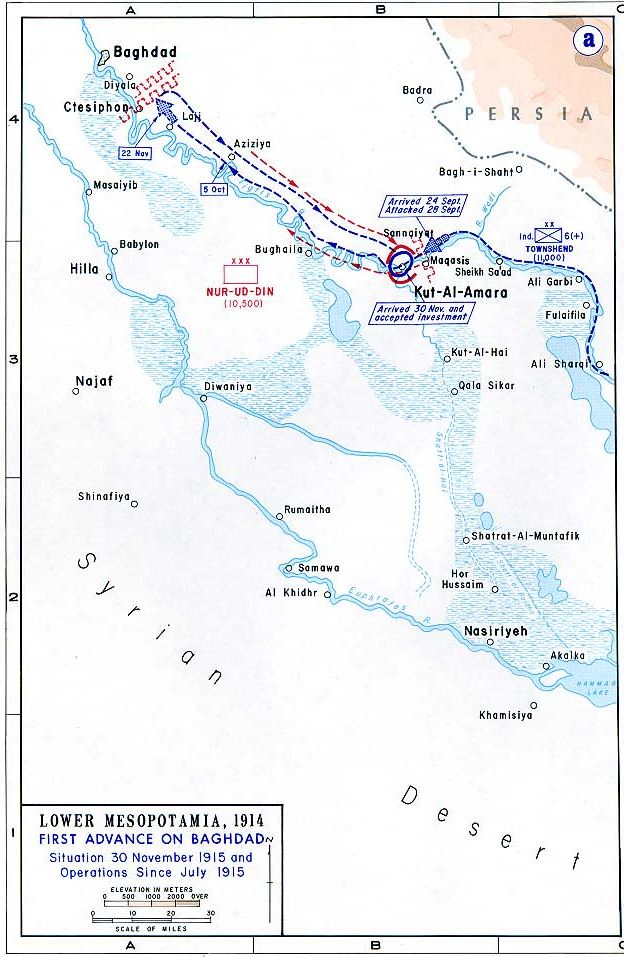
Листопад, Британський наступ
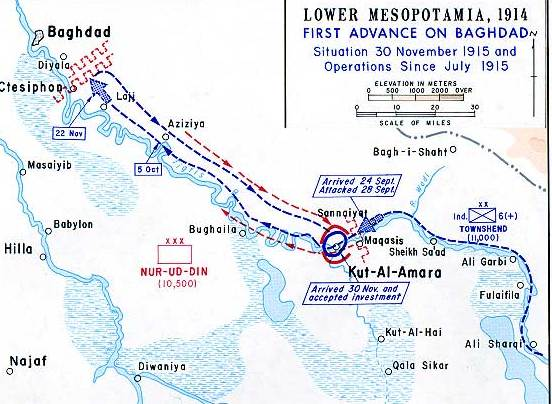
Листопад, Британський наступ (детально)
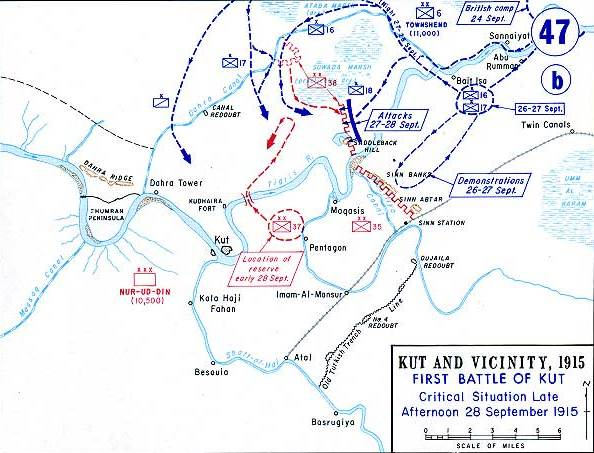
Грудень, Облога Ель-Кута

#### Підсумки кампанії 1915 року
Кампанія 1915 року була суперечливою для Туреччини. На Кавказі, турецькі війська не змогли скористатися ослабленням російських військ (через важке становище російської армії на Східному фронті) і не досягли поставлених завдань. У Персії турецькі частини також були розбиті і не змогли виконати поставлене завдання втягнути Персію у війну на своїй стороні. Також турецьким військам не вдалося захопити Суецький канал. Незважаючи на те, що туркам вдалося успішно впоратися із загрозою Константинополю в Дарданелльській операції, турецькі війська понесли важкі втрати.
Лише в Месопотамії турецькі війська досягли успіхів, зупинивши просування британських військ, завдавши їм ряд чутливих ударів і змусивши перейти до оборони під Ель-Кутом. Також в кінці 1915 року після розгрому Сербії, Німеччині вдалося встановити прямий зв'язок з Туреччиною, це значно полегшило становище Османської імперії, яка могла отримувати матеріальну допомогу з Німеччини.

### 1916

#### Кавказький фронт

##### Положення воюючих сторін
Турецьке командування не мало чітких планів війни на Кавказі в 1916 році. Звільнилися війська після Дарданелльской операції, турецьке командування навіть пропонувало перекинути на Ізонцо або в Галичину. Третя турецька армія мала у своєму складі 121,5 батальйони, 78 ескадронів і частини курдського ополчення, всього — 80,226 солдатів і офіцерів, 150 гармат і 77 кулеметів.
Російське командування побоюючись, що звільнилися значні сили турків будуть перекинуті на кавказький фронт, що ускладнить ситуацію для російської армії, ухвалило рішення до прибуття основних сил, розгромити третю турецьку армію. Російська армія на Кавказі до початку 1916 року мала 118 батальйонів, 23 ополченчеські дружини, 104,5 ескадрони і сотні, 338 гармат, 10 літаків і 150 вантажних автомобілів.

##### Ерзурумська операція
Згідно з планом російського командування, російські війська почали наступ 10 січня 1916. Після того, як російські війська взяли Кепрікейську позицію і вийшли в тил туркам, турецьке командування задля уникнення оточення віддало наказ про відступ. Турецькі війська відійшли до фортеці Ерзурум, плануючи її обороняти. Російське командування ухвалило рішення штурмувати фортецю.
Штурм почався 11 лютого, на наступний день російські захопили два найважливіших форти. Після цього російські війська увійшли в Ерзурум. В ході взяття фортеці, російські війська захопили 8000 полонених, 315 гармат, 9 прапорів і велике число різних запасів і трофеїв. З Ерзуруму вирвалися нечисленні частини 3-ї армії, які продовжили відступ.
Російські війська втратили 17 000 чоловіків убитими, пораненими і обмороженими. Турецька 3-тя армія втратила половину особового складу і всю артилерію, що було рівнозначне розгрому.
Втрата найважливішої фортеці Ерзурум, а також розгром 3-ї армії, зажадали від турецького командування перекидання сил з Іраку і Суеца на Кавказ, для відновлення боєздатності армії.
Переслідування відступаючих турецьких військ тривало, поки лінія фронту не стабілізувалася в 70-100 км на захід Ерзерума. 5 квітня 1916 після ряду успішних боїв був узятий найважливіший порт Трапезунд. До літа 1916 року російськими військами була захоплена велика частина Західної Вірменії.

##### Трапезундська операція
Крім успішної Ерзурумської операції, російські війська взяли Різе, здобули перемогу у Бітлісса, оволоділи Ерзинджаном, корпус Баратова продовжував успішний наступ в Персії. Проте турецька армія отримувала підкріплення і готувалася до активних дій. Також російські війська за підтримки флоту вели наступ на узбережжі Чорного моря і почали операцію по оволодінню найважливішим турецьким портом Трапезундом. Захоплення цього найважливішого міста перервав зв'язок 3-й турецької армії з Константинополем по морю. 15 квітня Трабзон капітулював, російські війська захопили великеу кількість трофеїв.

##### Подальші бойові дії
До літа 1916 року з зони проток на Кавказ було перекинуто 10 піхотних дивізій (2-а армія). Ці сили були призначені для проведення великого контрнаступу, метою якого було відбити у російських військ Ерзурум. Крім головного наступу на Ерзурум, турецьке командування провело відволікаючий наступ у Трабзона, де турецьким військам вдалося потіснити російські частини, але 6 червня російські війська контрударом відновили становище.
Головний наступ турків почався 22 червня, прорвавши російський фронт турки зазнавши великих втрат, змушені були припинити наступ. 4 липня турецький наступ зупинився, а російські війська контрударами завдали турецьким військам нової поразки.
Незважаючи на нову поразку, турецьке командування зробило ще одну спробу наступу. Насилу стримуючи перевершуючого за чисельністю супротивника російські війська відійшли. Проте російські війська, наступальними діями з 4 по 11 серпня відновили становище. Після цього бої мали локальний характер. Деякі позиції часто переходили з рук в руки. Активні бойові дії йшли до 29 серпня, коли в горах випав сніг і сторони припинили наступальні дії.

#### Месопотамський фронт
Важке становище англійців в Месопотамії, змусило російське командування запропонувати допомогу і спільні дії в цьому регіоні англійцям. Але британці, вважаючи Месопотамію зоною своїх інтересів і побоюючись проникнення Росії в регіон, відмовлялися від спільних дій з російськими частинами.
Російське командування наказало корпусу генерала Баратова, наступати в Месопотамії, в кінці квітня російські зайняли Ханекін, який знаходився за 150 кілометрів від Багдада. Але російська допомога виявилася запізнілою.
Англійці робили багаторазові спроби деблокувати обложений Ель-Кут, проте всі атаки були відбиті турецькими військами. 29 квітня 1916 британські війська обложені в Ель-Куті капітулювали. В турецький полон потрапило близько 12 000 британських солдатів і офіцерів разом з командувачем генералом Таусендом.
Після капітуляції Ель-Кута вивільнена 6-та турецька армія була направлена для дій проти російського корпусу генерала Баратова. Турецька армія маючи чисельну перевагу, зайняла ряд населених пунктів і змусила російські війська до відступу. 10 серпня турки зайняли Хамадан, де російським військам вдалося призупинити турецький наступ. Після падіння Ель-Кута, британське командування припинило всі бойові дії в Месопотамії. Британці займалися реорганізацією своїх сил і підготовкою до майбутніх битв.
Через небажання англійців взаємодіяти з корпусом Баратова турки отримали можливість діяти одночасно і проти росіян, і проти англійців.

#### Синайський фронт
Довге позиційне затишшя в районі Суеца, було використано британцями для посилення оборони. Бойові дії обмежувалися лише рідкісними рейдами нечисленних загонів. Після завершення Дарданелльської операції, турецьке командування ухвалило рішення створити ударне угруповання і провести наступ на Суецький канал з метою його остаточного захоплення. З цією метою турки створили експедиційний корпус, під командуванням німецького офіцера Кресса, до нього увійшли: 2 турецькі піхотні дивізії і австро-німецький технічно-артилерійський загін. Британці обороняли Суец силами 3-х піхотних дивізій, частинами АНЗАК, кавалерійської бригади і силами флоту. За час затишшя, англійці значно зміцнили свої оборонні позиції.
Зробивши важкий перехід через Синайську пустелю, у серпні 1916, турецькі війська досягли англійських позицій. 4 серпня зав'язалися бої, проте британці провівши ряд контратак відкинули турків. Після цього, відбивши турецький наступ, британці перейшли в наступ. Але темпи просування союзних військ були вкрай повільними. Лише до грудня 1916 року, англійці зайняли населений пункт Ель-Аріш 140 км східніше Суецького каналу.

#### Підсумки кампанії 1916
На Кавказькому фронті російські війська домоглися значних результатів. Були захоплені найважливіші населені пункти: Ерзурум, Ерзинджан, найважливіші порти на Чорному морі: Різе, Трабзон. Турецькі війська не виконали завдання командування, 3-тя армія була фактично двічі розгромлена, 2-га армія перекинута з Галліполі також зазнала важких втрат. Турецькому командуванню довелося перекидати до 30 % всіх резервів на Кавказ. Турецька армія не змогла проникнути на територію Росії, більше того відступивши вглиб своєї території.
Підсумки кампанії 1916, на Кавказькому фронті перевершили очікування російського командування. Російські війська просунулися углиб Туреччини, опанувавши найважливішими і найбільшими містами — Ерзерум, Трапезундом, Ваном, Ерзінджаном і Бітліс. Кавказька армія виконала своє основне завдання — Захист Закавказзя від вторгнення турків на величезному фронті, протяжність якого до кінця 1916 року перевищувала 1000 верст.
На Синайському фронті, турки також зазнали невдачі, їх наступ на Суецький канал повністю провалився. Турецьке командування остаточно втратило надії опанувати найважливішим Суецьким каналом. Проте кампанія 1916 року на Синайському фронті, мала важливе значення оскільки турецький наступ відволік велику кількість британських військ до Суеца і не дало перекинути ці війська на Західний фронт.
Лише в Месопотамії, турки добилися значних успіхів. У Ель-Кута була фактично розгромлено угруповання британських військ, велика кількість британців потрапило в полон. Крім цього, турецькі війська потіснили російський корпус Баратова і мали можливість діяти з успіхом одночасно проти російських і британських військ. Це відбувалося через не бажання британців діяти спільно з росіянами і французами, вважаючи Месопотамію зоною своїх інтересів, Британія не бажала появи військ інших держав у цьому регіоні. Така позиція значно ускладнювала ведення бойових дій російської армії, а також полегшувало турецькому командування завдання боротьби на два фронти.
До літа 1916 року російськими військами була звільнена велика частина Західної Вірменії.

### 1917

#### Кавказький фронт
Взимку 1917 року на Кавказькому фронті стояло позиційне затишшя. Сувора зима ускладнювала бойові дії. На всіх ділянках від Чорного моря до озера Ван відзначалися лише незначні сутички. Підвіз продовольства і фуражу було сильно ускладнено.
На перській ділянці фронту командувач Кавказької армією генерал Юденич в січні 1917 року організував наступ на Месопотамію, що змусило Османську імперію перекинути частину військ на російський фронт, послабивши оборону Багдада, який незабаром був зайнятий англійцями.
Після Лютневої революції генерал Юденич, призначений головнокомандуючим Кавказького фронту, створеного на основі Кавказької армії, продовжив наступальні дії проти турків, але труднощі з постачанням військ, падіння дисципліни під впливом революційної агітації і зростання захворюваності малярією змусили його припинити месопотамську операцію і відвести війська в гірські райони. Відмовившись виконати наказ Тимчасового уряду про відновлення наступу, 31 травня 1917 року, генерал Юденич Н. Н. був усунений від командування фронтом «за опір вказівкам» Тимчасового уряду, здав командування генералу від інфантерії Пржевальському М. О. і переведений в розпорядження військового міністра.
Лютнева революція 1917 року спричинила хаос і бродіння у військах Кавказького фронту. Протягом 1917 року російська армія поступово розкладалася, солдати дезертирували, відправляючись по домівках, і до кінця року Кавказький фронт опинився розвалений повністю.
5 (18) грудня 1917 року між російськими і турецькими військами було укладено так зване Ерзинджанське перемир'я. Це призвело до масового відходу російських військ із Західної (Турецької) Вірменії на територію Росії.
До початку 1918 року турецьким силам в Закавказзі фактично протистояли лише кілька тисяч кавказьких (головним чином вірменських) добровольців під командою двохсот офіцерів.
Ще при Тимчасовому уряді, до середини липня 1917 року, на Кавказькому фронті за пропозицією вірменських громадських організацій Санкт-Петербурга і Тіфліса було створено 6 вірменських полків. До жовтня 1917 року тут діяли вже 2 вірменські дивізії. 13 грудня 1917 новий головнокомандувач Кавказьким фронтом генерал-майор Лебединський утворив добровольчий вірменський корпус, командувачем якого був призначений генерал-лейтенант Ф. І. Назарбеков (пізніше — головнокомандуючий збройними силами Республіки Вірменії), а начальником штабу — генерал Вишинський. На прохання Вірменського національного ради особливим комісаром при головнокомандуючому Назарбеков був призначений «генерал Дро». Пізніше у вірменський корпус увійшла також західновірменська дивізія під командуванням Андраніка.

#### Месопотамський фронт

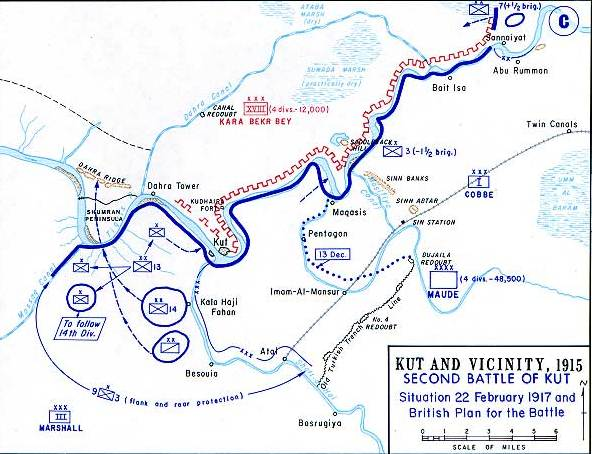
1917, війська генерала Мода захоплюють Ель-Кут

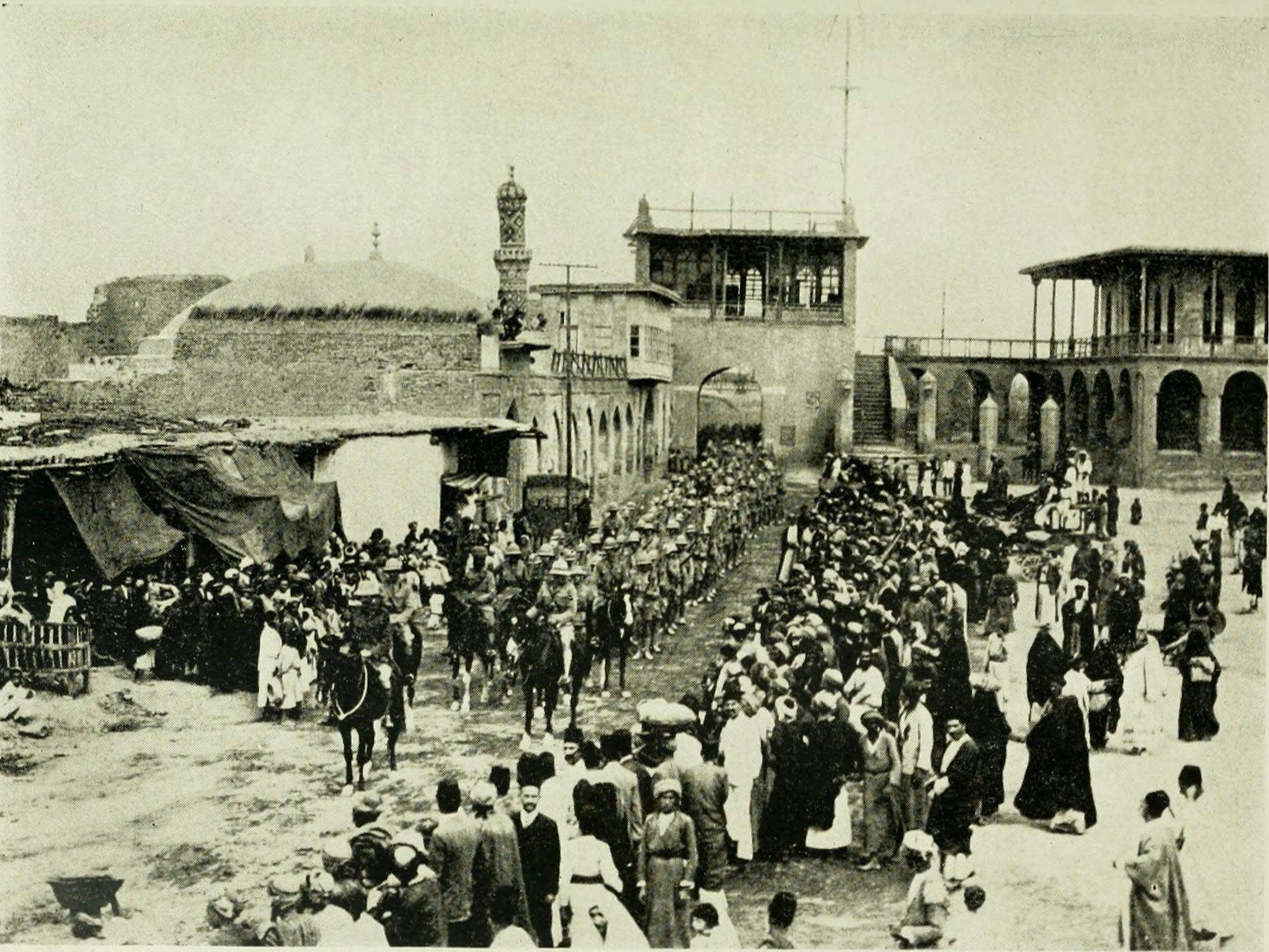
березень 1917, Британські вояки входять до Багдаду

Новим командувачем британськими військами в Месопотамії став генерал Фредерік Стенлі Мод. Під його командуванням знаходилися чотири дивізії, зведені в два корпуси, три бригади і одна кавалерійська дивізія, всього близько 25 000 вояків. У розпорядженні командувача 6-ї турецької армії Халіль-паші знаходився 18-й корпус під командуванням генерала Карабекіра, який займав оборону по Тигру від Ель-Кута на 35 км у північно-східному напрямку.
Наступ британської армії почалося 10 грудня 1916 року, і до середини січня британці досягли османських позицій у Ель-Кута. Почалися запеклі бойові дії. 24 лютого османські війська були вибиті зі своїх позицій і почали відступ на північ. Турецькі війська чисельністю 62 000 чоловік, при 55 гарматах, відчуваючи брак боєприпасів, залишили Ель-Кут і почали відступ до Багдаду. В Ель-Кут увійшли британські війська.
Після цього британці продовжили наступ і підійшли до Багдаду. 9 — 11 березня тривали бої за це місто. 11 березня британські підрозділи на чолі з генералом Модом увійшли до Багдаду.
У березні 1917 року в бойових діях брали участь одна англійська і п'ять індійських піхотних дивізій і одна індійська кавалерійська бригада. У піхотних частинах налічувалося 55 500 військовослужбовців, в кавалерії 5100 осіб при 205 гарматах. Крім цього, на тилових позиціях знаходилося ще 17 700 солдатів і офіцерів при 39 гарматах.
Після цього британці продовжили наступ і захопили Ер-Рамаді, а у вересні досягли Тікриту. У частинах Халіль-паші залишилося всього лише 20 000 −30000 боєздатних військовослужбовців, а штаб армії був переведений в Мосул. 18 листопада генерал Мод помер від холери, і новим командувачем став генерал Вільям Маршалл, який призупинив усі активні дії з настанням зими.

### 1918

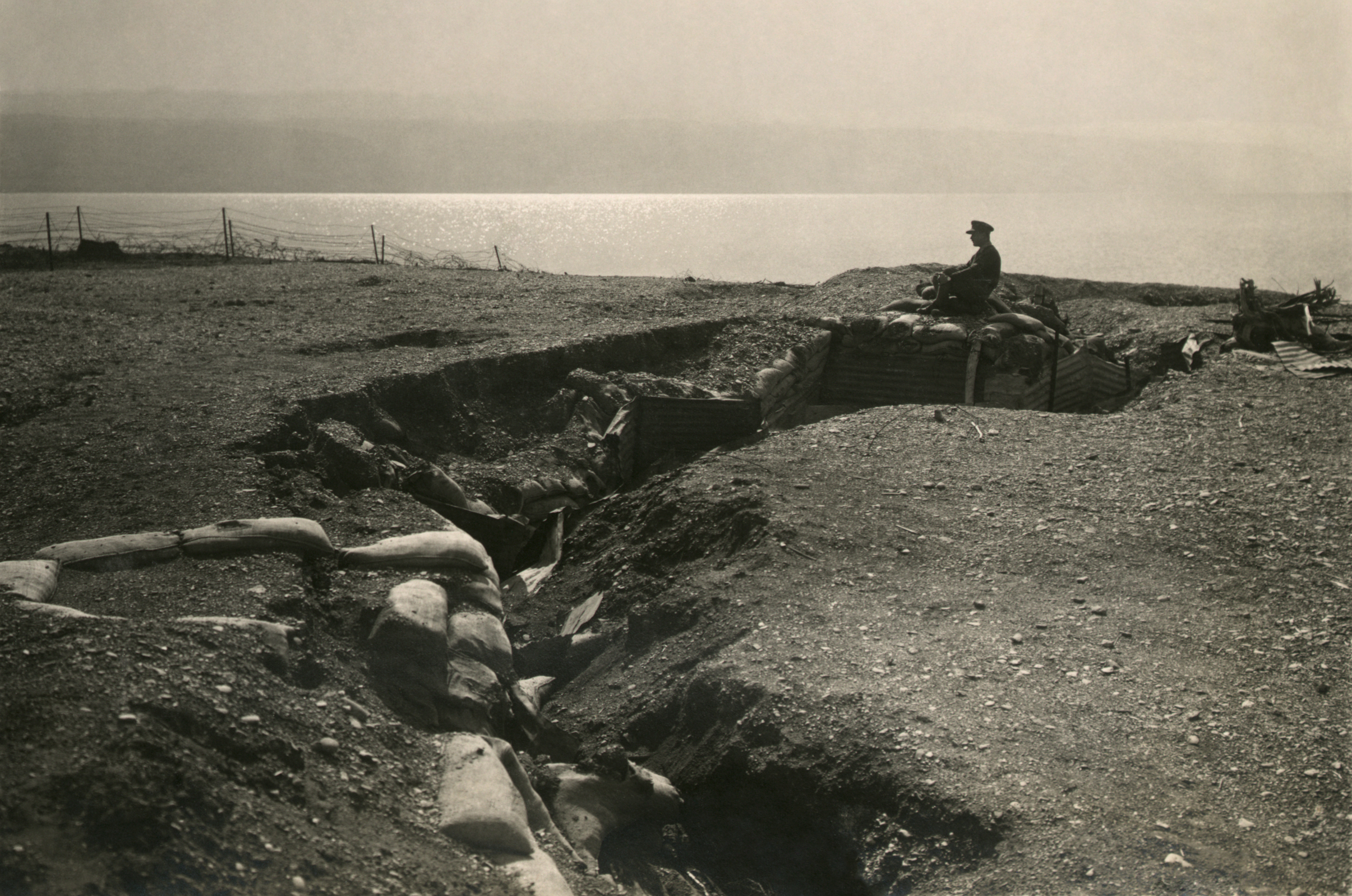
Османські окопи на узбережжі Мертвого моря, 1918.

Війна призвела до певних економічних і військових проблем в Османській імперії, через це Антанта могла швидко перемогти на Палестинському та Месопотаміському фронтах, але німецький Весняний наступ у Франції затримав очікуваний наступ союзників. Генерал Алленбі отримав нові підрозділи, мобілізовані в Індії. Британці досягли повного панування в повітрі. Генерал Ліман фон Сандерс не мав чіткого уявлення, де англійці перейдуть в наступ. Через проблеми, які посилювались, турки зняли свої найкращі війська на Кавказький фронт. Генерал Алленбі, нарешті, почав Битву при Мегіддо. Османські війська почали відступ у повному масштабі.
Арабські повстанці здійснювали напади на османські військові лінії комунікацій, чим зв'язали дії великої кількості османських вояків по всій Палестині, Йорданії і Сирії.

## Післямова
30 жовтня 1918 р. було підписано Мудросське перемир'я, на борту HMS Agamemnon в Мудросському порту на острові Лемнос між Османською імперією та Антантою. Військові дії на Близькосхідному театрі воєнних дій було припинено

### Військова окупація

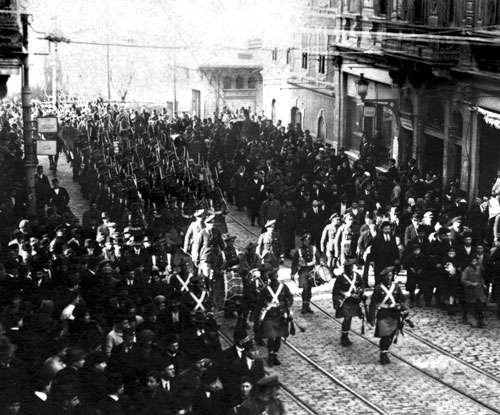
Антанта окупує Константинополь

13 листопада 1918, розпочалалась окупація Константинополя, столиці Османської імперії, після висадки французьких військ, на наступний день висадились британські війська. Окупація мала два етапи: де-факто 13 листопада 1918 — 20 березня 1920 року, і де-юре 13 листопада 1918 року до дня підписання Лозаннського договору. Окупація Константинополя разом з окупацією Смірни, консолідував турецький національний рух і призвів до турецької війни за незалежність.

### Мирний договір
Початок післявоєнній архітектурі поклала Паризька мирна конференція, далі була Лондонська конференція, Конференція в Сан-Ремо. Проте тайні перемовини між Францією, Італією і Великою Британією, розпочались у 1915 року. Представники Османського уряду підписали Севрський договір від 10 серпня 1920 року, але договір не було ратифіковано Османським парламентом, через його скасування окупаційними британськими військами 18 березня 1920 Положення Севрського договору було анульовано в ході турецької війни за незалежність, і сторони підписали і ратифікували замінюючий його Лозаннський договір у 1923 році.